# 국회의원 정치성 실종사건
《국회의원 정치성 실종사건》은 2012년 4월 22일부터 2012년 5월 13일까지 방영된 KBS 드라마 스페셜 연작 시리즈 시즌2의 일곱 번째 작품이다.

## 등장 인물

### 주요 인물
- 유오성 : 정치성(1968년생 45세) 역 - 88학번. 검사 출신으로 3선 도전 중진급 의원
- 남성진 : 이인자(1968년생 45세) 역 (아역 문혁) - 88학번. 정치성의 보좌관이자 대학 동기
- 고인범 : 당대표(1957년생 56세) 역 - 인류당 당대표, 온갖 비리의 핵심
- 강경헌 : 미숙(1971년생 41세) 역 - 정치성의 아내, 이인자의 내연녀
- 최주봉 : 정치성의 아버지 역 (특별출연) - 간암 말기

### 청아도 사람들
- 이인혜 : 미쓰리(27세) 역 - 서울에서 온 간호대 출신 다방 종업원
- 윤문식 : 막래(70대) 역 - 이장. 정치성에게 숙식 제공해 주는 인물
- 최성원 : 고금하(20대) 역 - 별명 고구마. 정치성의 말을 유일하게 믿어주는 인물
- 이봉원 : 이 순경(40대) 역 - 경장이지만 순경이라 불림.

### 그 외 인물
- 허남성 : 승우 역
- 이자민 : 김비서 역

### 특별출연
- 이승윤 : 근육남 역